# La paradoxa francesa

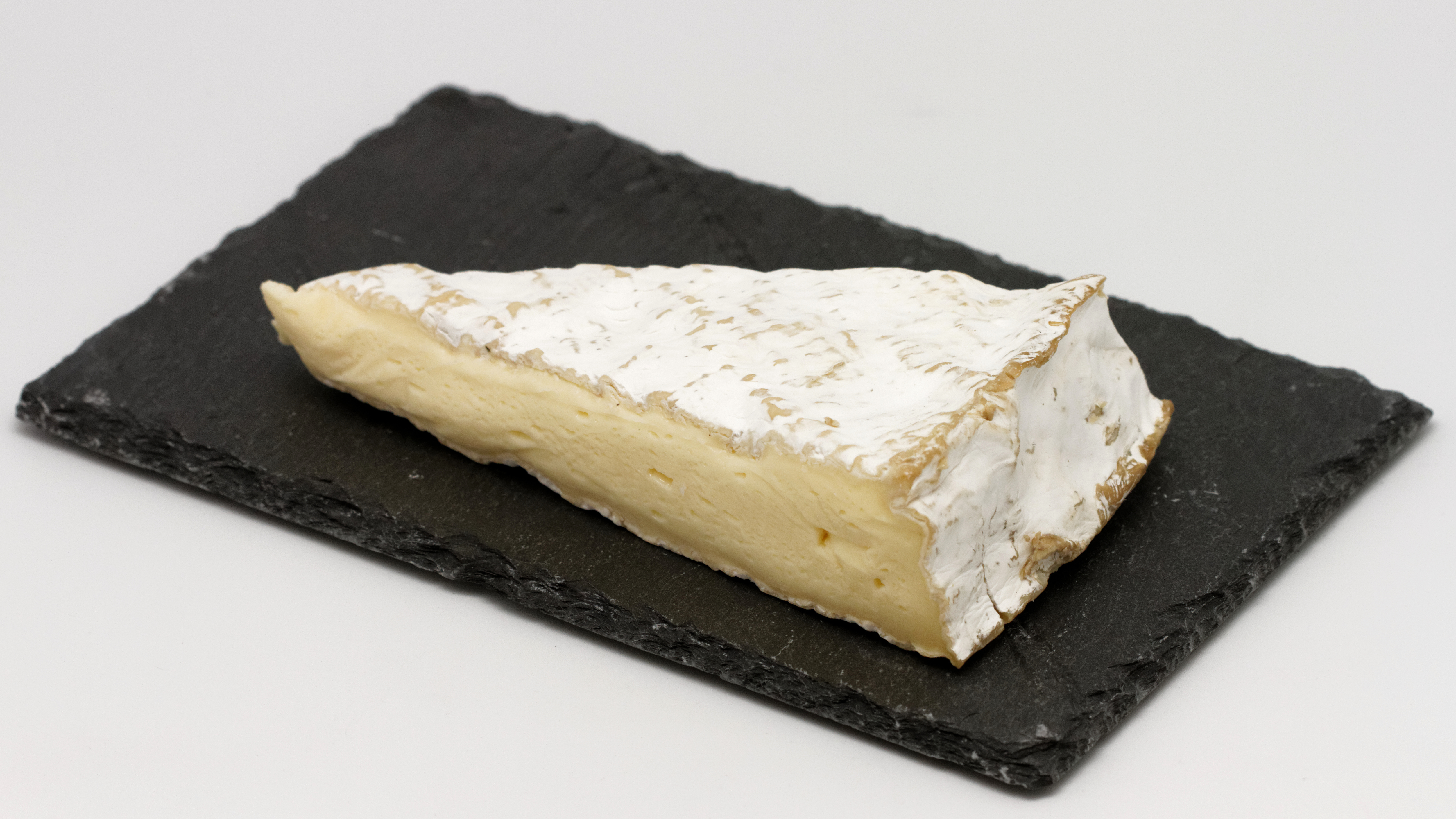
Formatge, com aquest Brie de Meaux, és alt en greixos saturats, i és un menjar popular a la cuina francesa.

El terme paradoxa francesa, sorgit a finals de la dècada de 1980, fa referència a l'observació epidemiològica aparentment paradoxal que, a França, la incidència de malalties de les artèries coronàries (CHD, de l'anglès coronary heart disease) és relativament baixa, tot i tenir una dieta relativament rica en greixos saturats, en contradicció aparent a la creença àmpliament propagada que el consum alt d'aquests greixos és un factor de risc per CHD. La paradoxa és que, si la tesi que enllaça els greixos saturats a CHD fos vàlida, a França haurien de tenir una incidència més alta de CHD que en països comparables on el consum per capita de greixos saturats és més baix. Des que es va encunyar aquest terme, que podria aplicar-se també a alguns països del sud d'Europa, aquest fet paradoxal ha estat molt debatut i s'han proposat teories diverses per trobar-hi una explicació.
La paradoxa francesa implica dues possibilitats importants. La primera és que la hipòtesi que relaciona greixos saturats amb CHD no sigui completament vàlida (o, en l'extrem, sigui totalment invàlida). La segona possibilitat és que la relació entre CHD i greixos saturats sigui vàlida, però que algun factor addicional en la dieta francesa o l'estil de vida mitigui aquest risc—presumiblement amb la implicació que si aquest factor pot ser identificat, pugui ser incorporat a la dieta i estil de vida d'altres països, amb el mateix efecte salvavides que a França. Les dues possibilitats han generat un considerable interès als mitjans de comunicació, així com alguna recerca científica.
També s'ha suggerit que la paradoxa francesa és una il·lusió, creada en part per les diferències en la manera que les autoritats franceses recullen estadístiques de salut, comparat amb d'altres països, i, en part pels efectes a llarg termini en la salut coronària de ciutadans francesos, de canvis en patrons dietètics que es va adoptar anys abans.